# Pentanol
Denumirea de pentanol sau alcool amilic face referire la oricare dintre cei 8 alcooli izomeri cu formula  C5H12O. Pentanolii sunt utilizați pe post de solvenți și în reacția de esterificare, în urma căreia se obține acetatul de amil și alți produși. 

## Izomeri
Există 8 alcani izomeri structurali cu formula moleculară C5H12O:
| Denumire comună                     | Structură | Tip      | Nume IUPAC             | Punct de fierbere (°C)[2] |
| ----------------------------------- | --------- | -------- | ---------------------- | ------------------------- |
| alcool amilic alcool n-pentilic     |           | primar   | Pentan-1-ol            | 138,5                     |
| alcool izoamilic alcool izopentilic |           | primar   | 3-metilbutan-1-ol      | 131,2                     |
| -                                   |           | primar   | 2-metilbutan-1-ol      | 128,7                     |
| alcool neopentilic                  |           | primar   | 2,2-dimetilpropan-1-ol | 113,1                     |
| 3-pentanol                          |           | secundar | Pentan-3-ol            | 115,3                     |
| 2-pentanol alcool sec-amilic        |           | secundar | Pentan-2-ol            | 118,8                     |
| -                                   |           | secundar | 3-metilbutan-2-ol      | 113,6                     |
| -                                   |           | terțiar  | 2-metilbutan-2-ol      | 102,0                     |